# Juan Luis Londoño
Juan Luis Londoño De la Cuesta (Bogotá, 26 de junio de 1958 - Cajamarca, Tolima, Colombia; 6 de febrero de 2003) fue un economista, periodista y político colombiano. Fue promotor de políticas públicas y de desarrollo social, en especial en seguridad social, salud, educación, pobreza y trabajo. En 2002 fue nombrado por el gobierno del Presidente Álvaro Uribe, como Ministerio de Protección Social, que combinó los ministerios de salud y trabajo. Londoño murió tras accidentarse la avioneta en que se trasladaba.
Londoño, bogotano de ascendencia paisa, estuvo casado con María Zulema Vélez, con quien tuvo tres hijos: Juliana, Daniela y Juan Felipe.

## Estudios
Londoño era bachiller del Colegio San Ignacio de Loyola de Medellín. Estudió Administración de Negocios y Economía de la Universidad de Antioquia y la Universidad de los Andes, se graduó de una maestría en Política Económica de la Universidad de los Andes y obtuvo Ph.D. en la misma carrera en la Universidad de Harvard y luego, un Master of Arts en ciencias políticas.

## Trayectoria
Fue ministro de Salud durante el gobierno del presidente César Gaviria, subjefe del Departamento Nacional de Planeación, y como secretario del Consejo de Política Económica y Social (Conpes) entre 1990 y 1992. En 1992, fue destacado como uno de los mejores cinco ejecutivos antioqueños y condecorado con la orden del Zurriago. Participó en el diseño de la Ley 60 de 1993 y en la implementación del sistema público de salud para Colombia y junto a Luis Fernando Ramírez fue gestor de la Reforma a la Seguridad Social (Ley 100 de 1993), por lo que ese mismo año fue escogido como uno de los mejores 10 ejecutivos jóvenes del país por la Cámara Junior de Colombia. Londoño fue miembro de la Comisión para la modernización del Estado y responsable del equipo que preparó el Plan Nacional de Desarrollo (1991-1994). También fue Presidente de la Junta Directiva de Colciencias y Fonade, además de miembro de las Juntas Directivas de ISA, Carbocol, FEN y Fondo de Solidaridad Social.
También fue economista principal, entre 1994 y 1997, del área social en el Banco Mundial (BM) y el Banco Interamericano de Desarrollo (BID); secretario técnico de la Misión Chénery y director de la revista Dinero. Escribió más de 15 libros, 34 artículos en revistas académicas y 12 en periódicos internacionales, como "American Economic Review" y "Journal of Development Economics". 

### Ministro de Protección Social (2002-2003)
En el año 2001 aceptó el cargo de jefe programático de la campaña presidencial de la candidata presidencial Noemí Sanín para las elecciones presidenciales de Colombia de 2002. Una vez terminadas las elecciones presidenciales, el presidente electo Álvaro Uribe le ofreció a Londoño el cargo de Ministro de Trabajo y Salud.

## Fallecimiento
Londoño viajaba el jueves 6 de febrero de 2003 a bordo de una aeronave Piper Aerostar de colores blanco y azul, desde el aeropuerto de Flandes hacia Popayán. Ese día, la aeronave desapareció de los radares a las 3:43 PM (UTC-5), a cinco minutos de vuelo de Girardot, donde había aterrizado para aprovisionarse de combustible. A Londoño lo acompañaban secretaria privada, Lena Bloss; Alirio Arcila, asesor del Ministerio en materia de empleo; José Vera, jefe de seguridad, y el piloto Germán Vanegas.
Los cuerpos se hallaron calcinados en el cerro San Julián, a 10.300 pies de altura, cerca a la población del corregimiento de Cajamarca (Tolima), según informó el director de la Aeronática Civil, Juan Carlos Vélez; las fuerzas especiales del Ejército llegaron a la zona del accidente y encontraron los cadáveres. El aparato se estrelló de frente contra el cerro.

### Reacciones
En su memoria, un grupo de intelectuales promovió la creación del premio Juan Luis Londoño de la Cuesta, el cual se otorga cada dos años al colombiano de 40 años o menos que merezca un reconocimiento por el impacto sobre el bienestar de los colombianos de sus aportes en investigación, diseño o implementación de políticas públicas. Además de la medalla honorífica, el ganador recibirá $10.000.000 de pesos.
El presidente Álvaro Uribe lamentó el fallecimiento de Londoño de la Cuesta y de los otros pasajeros de la avioneta accidentada, también el Gobierno Nacional a través del Decreto 312 declaró dos días de duelo nacional. En reemplazo de Londoño fue designado cómo ministro Diego Palacio Betancourt.
| Predecesor: Angelino Garzón (Ministro de Trabajo) Sara Ordóñez (Ministra de Salud) | Ministro de la Protección Social 2002 - 2003 | Sucesor: Diego Palacio Betancourt |